# Police (Mežakla)
Il monte Police con 956 m s.l.m. è una cima delle Alpi Giulie, ed in particolare dell'altopiano alpino della Mežakla. 